# Ivan Tankuljić
Ivan Tankuljić (4. veljače 1999.), hrvatski nogometni reprezentativac. Igra u veznom redu.
Ivan Tankuljić je iz Jajca. Igrao je u juniorima NK Metalleghe BSI iz Jajca. 23. siječnja 2017. Hrvatski nogometni savez pozvao ga je nastupiti za hrvatsku reprezentaciju do 18 godina na međunarodnim prijateljskim utakmicama veljače 2017. protiv Katara. Nastupio je na obje utakmice 6. i 8. veljače.